# مدير مجتمع عبر الإنترنت
مدير مجتمع عبر الإنترنت، هو شخص يتولى مسؤولية بناء المجتمعات عبر الإنترنت وتنميتها وإدارتها ، ويقوم بإدارة المجتمع ، غالبًا حول علامة تجارية أو قضية.

## التاريخ
الأصل الأكثر شهرة لمصطلح مدير المجتمع (عبر الإنترنت) هو في صناعة ألعاب الكمبيوتر مع ظهور لعبة كثيفة اللاعبين  (ألعاب تقمص الأدوار متعددة اللاعبين عبر الإنترنت) في منتصف التسعينيات. توسعت الأدوار لتشمل مجموعة متنوعة من المسؤوليات ومجموعات المهارات بما في ذلك إدارة وسائل التواصل الاجتماعي والتسويق وتطوير المنتجات والعلاقات العامة ودعم العملاء. غالبًا ما تتضمن إدارة مجتمع الألعاب دعم الاتصالات المفتوحة بين المطور ومجتمع اللاعب.
في حين أن مصطلح "مدير المجتمع عبر الإنترنت" ربما لم يتم استخدامه في ذلك الوقت ، فقد كان الدور موجودًا أيضًا منذ أن بدأت الأنظمة عبر الإنترنت لأول مرة في تقديم الميزات والوظائف التي سمحت بإنشاء المجتمع. كان لهذه الجهود المبكرة  في شكل أنظمة لوحة الإعلانات ، وقادة معروفون باسم مشغلي النظام أوسيسوبس. شهدت أوائل التسعينيات نموًا في خدمات الكمبيوتر السائدة عبر الإنترنت مثل معجزة و كمبيو سيرف وأمريكا أون لاين . ومن السمات البارزة لهذه الخدمات المجتمعات التي تم تسميتها بأسماء مختلفة ؛ مجموعات الاهتمامات الخاصة والمجتمعات ذات الاهتمام وما إلى ذلك. وغالبًا ما يُشار إلى قادتهم على أنهم مديرو المجتمع.

## الأدوار العامة
قد يؤدي مديرو المجتمع عبر الإنترنت مجموعة متنوعة من الأدوار اعتمادًا على طبيعة وغرض مجتمعهم عبر الإنترنت، والذي قد يكون أو لا يكون جزءًا من مؤسسة مدفوعة بالربح. أكدت باتي أنكلام أن "كل شبكة لها غرض أساسي" ، وتشمل الدوافع لإنشاء مثل هذه الشبكة المهمة أو العمل أو الفكرة أو التعلم أو الشخصية. وتقول إن هؤلاء القادة لديهم رؤية جماعية ، ويخلقون ويديرون العلاقات ، ويديرون العمليات التعاونية. لا تمييز انكلام عن الاختلاف الأساسي لهذه الأدوار فيما يتعلق بالأغراض المختلفة لإنشاء الشبكة (أي المجتمع).

## الأدوار المهنية
يشارك مديرو المجتمع في صناعة ألعاب الكمبيوتر، والمجتمعات ذات العلامات التجارية على الإنترنت، ومجتمعات البحث عبر الإنترنت، ومدونات الشركات، وغيرها من أنشطة التسويق والبحث عبر وسائل التواصل الاجتماعي.
توسعت الأدوار لتشمل مجموعة متنوعة من المسؤوليات ومجموعات المهارات ، بما في ذلك إدارة وسائل التواصل الاجتماعي ، والتسويق ، ودعم المنتجات وتطويرها ، والعلاقات العامة ، ودعم العملاء. في جوهرها ، تشمل إدارة المجتمع القليل من كل من هؤلاء مع الاحتفاظ بمبادئها الأساسية - ضمان الاتصالات المفتوحة بين المطور والمجتمع.

### الثقافة والتقدير
يقام يوم تقدير مدير المجتمع كل يوم إثنين رابع من شهر يناير كطريقة للتعرف على جهود مديري المجتمع والاحتفال بها في جميع أنحاء العالم باستخدام وسائل التواصل الاجتماعي والأدوات الأخرى لتحسين تجارب العملاء. تم إنشاؤه بواسطة إرميا أويانغ في عام 2010.
يتم تشجيع الأشخاص على إرسال ملاحظات شكر صادقة إلى مديري مجتمعاتهم عبر الإنترنت. يُدرج الأشخاص الذين يستخدمون تويتر علامة #CMAD و #CMGR في تغريداتهم حول هذا الحدث. يقوم العديد من مديري المجتمع عبر الإنترنت والبائعين في سوق وسائل التواصل الاجتماعي بنشر المدونات تقديرًا لمديري مجتمعاتهم. تعقد المدن ذات التركيزات الكبيرة من الأعمال التي تركز على وسائل التواصل الاجتماعي ، مثل بوسطن وأوستن وسان فرانسيسكو أحداث لقاء شخصية للاحتفال وتكريم أولئك الذين يمثلون ويدعمون مجتمعاتهم عبر الإنترنت.

## أنظر أيضاً
- بناء المجتمعات
- منتدى الإنترنت
- وسائل التواصل الاجتماعي